# Метаморфоз насекомых
Метаморфо́з насеко́мых, подобно метаморфозу других животных, является глубокой перестройкой внутреннего и внешнего строения организма на протяжении его жизни. В соответствии с этим, постэмбриональное развитие насекомого делится как минимум на две четко ограниченные стадии развития: личинку и имаго. Во многих случаях в процессе развития насекомое проходит дополнительные стадии: куколку, триунгулин и др.
В зависимости от числа стадий развития, у подавляющего большинства насекомых различают два основных типа метаморфоза: неполное и полное превращение. По этим двум типам превращения крылатые насекомые разделяются на две большие группы — насекомых с неполным превращением и насекомых с полным превращением. Следовательно, основная черта биологии насекомых — способ метаморфоза — явилась важнейшим критерием классификации.

## Стадия личинки
Жизнь личинки начинается после выхода из яйца. Сразу после вылупления личинка нередко ещё лишена своей нормальной окраски, обычно бесцветная или беловатая и имеет мягкие покровы. Но у открыто живущих личинок окрашивание и затвердевание покровов происходят очень быстро, и личинка приобретает нормальный вид. Создаются стимулы питания, у некоторых — после переваривания остатков эмбрионального желтка и вывода экскрементов. Личинка вступает в пору усиленного питания, роста и развития. Рост и развитие сопровождаются периодическими линьками — сбрасыванием кутикулы. Благодаря линькам происходит увеличение тела и наружные его изменения.
Число линек в течение развития личинки изменяется от трёх (мухи) до 25—30 (подёнки и веснянки). После каждой линьки личинка переходит в следующий возраст, поэтому линьки разделяют между собой возраста личинок, при этом количество возрастов равно количеству линек.
Увеличение массы тела с каждой последующей линькой иногда подчиняется геометрической прогрессии со знаменателем q=2. Таким образом, масса тела личинки n-го возраста будет определяться следующей формулой:

где a1 — масса тела в первом возрасте. Однако такая зависимость наблюдается далеко не всегда: знаменатель прогрессии сильно зависит от условий питания и видовых особенностей. Так, например, покровы гусеницы сразу после линьки не прилегают плотно к телу, позволяя расти между линьками, и, например, тутовый шелкопряд за пять возрастов увеличивает массу тела в 10 000 раз.
Существенным является вопрос об определении возраста личинок. Без точного определения возрастов невозможно успешно организовать борьбу с вредителем, сигнализировать о сроках его развития или изучать биологию насекомого. Установление возраста по размерам тела ненадежно, так как в зависимости от состояния личинки её сегменты могут быть растянуты либо тесно сближены друг с другом, поэтому размеры личинок каждого возраста могут перекрываться соседними возрастами.
У насекомых с неполным превращением возраста личинок обычно хорошо различаются по ряду признаков — степени развития крыловых зачаток, числу члеников в усиках и др. Развитие личинок здесь сопровождается существенными внешними их изменениями.
У личинок насекомых с полным превращением переход их из одного возраста в другой проявляется главным образом в увеличении размеров тела, которые, однако, изменчивы. Поэтому для определения возраста у этих личинок обычно измеряют размеры твёрдых, нерастягивающихся частей тела, например, головной капсулы.

## Типы метаморфоза у насекомых

### Неполное превращение
Неполное превращение, или гемиметаморфоз (др.-греч. ἡμι- — «полу-» и μόρφωσις — «превращение»), в целом характеризуется прохождением лишь трёх стадий — яйца, личинки и имаго. Личинки насекомых с неполным превращением внешне сходны со взрослыми особями и, подобно последним, имеют сложные глаза, такие же, как у взрослых, ротовые органы и в более старших возрастах — хорошо выраженные наружные зачатки крыльев. Помимо этого, у многих насекомых с неполным превращением личинки ведут сходный с имаго образ жизни и могут встречаться совместно с последними. Насекомых с этим типом метаморфоза относят к таксономической группе Exopterygota (или Hemimetabola) в составе инфракласса Новокрылых.
Вследствие большого морфологического и биологического сходства с имаго такие личинки называются имагообразными или нимфами (встречающееся иногда применение термина «нимфа» к личинкам лишь последних возрастов с развитыми крыловыми зачатками является некорректным). Нимфы веснянок и стрекоз претерпевают особую модификацию — они тоже похожи на имаго, но живут в воде и обладают провизорными, то есть специально личиночными, органами — жабрами и др. Таких личинок называют наядами.
В качестве подтипа гемиметаморфоза выделяют также его упрощение — гипоморфоз (лат. hypomorphosis), характерный для вторично бескрылых представителей насекомых с неполным превращением — вшей, пухоедов, некоторых тараканов, прямокрылых и др. При гипоморфозе нимфы внешне практически неотличимы от имаго. Прежде считалось даже, что эти насекомые развиваются без превращения.

### Полное превращение
Полное превращение, или голометаморфоз (др.-греч. ὅλος — целый, полный и μεταμόρφωσις — превращение), характеризуется прохождением от четырёх до пяти стадий — яйца, личинки, куколки, имаго и иногда предкуколки. Насекомых с этим типом метаморфоза относят к таксономической группе Endopterygota (или Holometabola) в составе инфракласса Новокрылых.
Личинки насекомых с полным превращением, как правило, мало похожи на взрослых особей, поэтому называются истинными личинками. Действительно, трудно узнать в червеобразной личинке жука или гусенице бабочки взрослое крылатое насекомое. При этом личинка всегда лишена сложных глаз, наружных зачатков крыльев и часто имеет иной тип ротовых органов, нежели взрослые особи. Нередко сегменты тела истинной личинки однородны, то есть отсутствует резкое разделение тела на грудной и брюшной отделы. Помимо того, истинные личинки живут в иной среде, чем взрослые. В связи с этим большинство органов истинных личинок имеют временный или, как говорят, провизорный характер, выполняя функции чисто личиночной жизни. От этих органов у взрослых насекомых обычно не остается и следа. К числу провизорных органов личинок относятся: брюшные ноги, ротовой аппарат, паутинные железы и т. д.
Основная масса истинных личинок относится к трём группам:
- Камподеовидные — внешне сходны с двухвостками, подвижные, обычно темноокрашенные личинки с плотными покровами и тремя парами грудных ног, хорошо обособленной прогнатической головой и часто со щетинками на конце тела (жужелицы, плавунцы, сетчатокрылые и др.);
- Червеобразные — малоподвижные, светлоокрашенные личинки, лишённые брюшных и грудных ног или с короткими грудными ногами (двукрылые, многие перепончатокрылые, многие жуки);
- Гусеницеобразные, или эруковидные, — умеренно подвижные личинки с тремя парами грудных ног и 2—8 парами брюшных (личинки скорпионниц, гусеницы, ложногусеницы).

Согласно теории Берлезе, эмбрион проходит в яйце несколько стадий, на которых возможно вылупление. Основанная на этой концепции классификация делит личинок по этим стадиям.
- Самая ранняя стадия, на которой возможно вылупление — протоподиальная, то есть стадия, на которой ещё не заложились ноги. На этой стадии могут вылупиться те личинки, которые сразу же попадут в богатую питательную среду, близкую к яйцевой. Такие протоподные личинки характерны для паразитов — наездников.
- На следующей стадии (полиподиальной) у личинки закладываются ноги — как грудные, так и брюшные. Вышедшие на этой стадии личинки — полиподные — имеют ложноножки (гусеницы, пилильщики, Mecoptera).
- Далее идёт редукция брюшных ног, личинка переходит в олигоподиальную стадию. На этой стадии вылупляются классические камподевидные олигоподные личинки жуков и сетчатокрылые.
- У некоторых насекомых за олигоподиальной стадией следует дальнейшая редукция и грудных ног. Эмбрион переходит в аподиальную стадию, становится вторично безногим. Аподные червеобразные личинки характерны для мух и общественных перепончатокрылых.
- Оставшиеся насекомые переходят в эмбриональном развитии в постолигоподиальную стадию и вылупляются как Hemimetabola.

Несходство истинных личинок со взрослой фазой распространяется и на образ жизни — питание, место обитания и пр.
Закончив свой рост, истинная личинка последнего возраста прекращает питание, становится неподвижной, линяет в последний раз и превращается в куколку. Иногда куколке предшествует особая стадия, называемая предкуколкой. По сути, это последний возраст истинной личинки, переход в который сопровождается утратой подвижности, сокращением размеров и началом процесса гистолиза задолго до линьки в куколку.

### Анаморфоз
Анаморфоз (др.-греч. ἀνα- — приставка со значением движения вверх, усилительности, повторности, обратного действия и μόρφωσις — вид, видимость) — одна из двух первичных форм метаморфоза насекомых, возможно, свойственная наиболее примитивному из отрядов насекомых — бессяжковым. При анаморфозе личинки внешне очень сходны со взрослыми, но имеют меньшее число брюшных сегментов. С развитием личинки происходит нарастание дополнительных сегментов на вершине брюшка, но полное их число достигается лишь во взрослой фазе. Этот тип превращения широко распространён у многоножек, ремипедий и других «низших» членистоногих. Следует заметить, что наличие настоящего анаморфоза у бессяжковых неоднократно подвергалось сомнению. Помимо увеличения с линьками числа брюшных сегментов метаморфоз бессяжковых интересен также наличием стадии предимаго.
Подробнее см. Бессяжковые

### Первичное превращение
Первичное превращение, или протоморфоз (др.-греч. πρῶτος — первый и μόρφωσις — вид, видимость), — второй первичный для насекомых тип метаморфоза, сохранившийся у ногохвосток, двухвосток, щетинохвосток и подёнок. Характеризуется наличием двух взрослых стадий: субимаго и имаго. Личинка в целом сходна со взрослой стадией.

### Гиперморфоз
Гиперморфоз (др.-греч. ὑπερ- — сверх- и μόρφωσις — вид, видимость) — модификация гемиметаморфоза, являющаяся в некотором роде переходной к полному превращению. Характерен для белокрылок, кокцид и трипсов. Его отличие от неполного превращения состоит в появлении в конце развития личинки стадии покоя, называемой иногда ложнокуколкой. Также нимфа этих насекомых (особенно у самцов кокцид) не настолько похожа на взрослое насекомое, как у насекомых с типичным гемиметаморфозом. Однако на стадии покоя при гиперморфозе всё же не происходит настолько сложной перестройки строения, как это происходит при полном превращении.

### Гиперметаморфоз
Гиперметаморфоз, или избыточное полное превращение (др.-греч. ὑπερ- — сверх- и μεταμόρφωσις — превращение), — усложнение полного превращения, характерной особенностью которого является наличие нескольких форм личинок, а иногда и нескольких куколочных стадий. Личинки первого возраста носят особое название — триунгулин. Они обычно камподеовидные, чем резко отличны от личинок второго и последующего возрастов — червеобразных с разной степенью развития грудных ног. Столь резкие различия между молодой и старшими личинками связаны с их разным образом жизни: первые после выхода из яйца активно бегают, ищут добычу, но, разыскав её, линяют, превращаясь в паразитических личинок, биологическая роль которых состоит в росте и питании. Избыточное полное превращение характерно для веерокрылых, жужжал, нарывников и др.

## Физиология метаморфоза
Метаморфоз сопровождается, помимо внешних, также и внутренними изменениями. Важнейшую роль при метаморфозе играют гормоны.
При неполном превращении внутренние изменения протекают постепенно и при переходе во взрослую фазу не сопровождаются коренной перестройкой всей личиночной организации; многие органы личинок сохраняются у имаго. Даже зачатки яичников и семенников обнаруживаются уже у личинок первого возраста, развиваются постепенно и при переходе во взрослую стадию у одних видов превращаются во вполне зрелые половые железы, у других доразвиваются во взрослом состоянии.
Совсем иной характер внутренних изменений имеют насекомые с полным превращением. Их личинки резко отличаются от имаго, поэтому переход во взрослую стадию неизбежно требует коренной перестройки всей морфологической и биологической организации. Эта перестройка происходит в основном в стадии куколки и слагается из двух процессов — гистолиза и гистогенеза.
Сущность гистолиза состоит в уничтожении личиночных органов, сопровождаемым проникновением и внедрением в ткани гемоцитов. Содержимое куколки как бы возвращается к недифференцированному состоянию яйца. Гистолизу подвергаются все системы организма личинки, кроме нервной, половой, а также спинного сосуда.
В дальнейшем гистолиз сменяется гистогенезом, конечной целью которого является построение из образовавшейся жидкой массы новых, имагинальных органов. Важную роль при гистогенезе также играют имагинальные зачатки — группы клеток, из которых возникают те или иные ткани и органы.
Существеннейшую роль при метаморфозе играет эндокринная система. Рост и развитие насекомых регулируются нейросекреторными клетками головного мозга, кардиальными телами, прилежащими телами и переднегрудными железами. Мозговой гормон через аксоны мозга переносится к кардиальным телам, а оттуда — в кровь. Он стимулирует обмен веществ, а также переднегрудные железы, вырабатывающие гормон линьки экдизон. Прилежащие тела выделяют ювенильный гормон, который препятствует линьке во взрослую фазу и стимулирует рост и развитие личиночных органов. С возрастом рост тела личинки опережает рост ювенильных тел, и их роль постепенно затухает. Поступление ювенильного гормона в кровь прекращается и насекомое вступает в стадию имаго.
Результатом проводившихся экспериментов по пересадке ювенильных тел в личинку последнего возраста у прямокрылообразных и клопов стало получение дополнительных, ненормально крупных личинок. Так в условиях опыта удается увеличить число личиночных возрастов.

## Фазовая изменчивость
Особую форму метаморфоза, проходимую совместно с основным, представляет собой так называемая фазовая изменчивость, открытая первоначально у саранчовых, но затем обнаруженная и у остальных прямокрылых, а также у палочников, бабочек и других насекомых. Сущность её заключается в том, что при возникновении скученности особей изменяются морфологические и биолого-физиологические свойства вида — усиливается пигментация покровов (в основном из-за частичного отложения в них продуктов метаболизма), изменяются пропорции и форма частей тела, ускоряется развитие, меняется поведение. Возникает стадная фаза (лат. phasis gregaria). При рассеивании особей эти свойства утрачиваются и вид возвращается через переходную фазу (лат. phasis transiens) в своё исходное состояние — одиночную фазу (лат. phasis solitaria). Различия между фазами столь велики, что незнание их природы порождало разделение одного вида на 2—3.

## Происхождение полного превращения
Несомненно, полное превращение явилось гигантским скачком в эволюции насекомых и всего типа членистоногих. Относительно его возникновения существует две основных гипотезы. Сторонники обеих согласны, что неполное превращение и, соответственно, его очевидные производные (гипо- и гиперморфоз) произошли от первичного типа метаморфоза — протоморфоза. Что касается возникновения голометаморфоза, мнения расходятся.
Согласно гипотезе независимого происхождения, предложенной М. С. Гиляровым, А. А. Захваткиным и А. Г. Шаровым, полное превращение является эволюционным развитием протоморфоза. При протоморфозе личинки и имаго обычно живут в почве, под растительными останками и в других защищённых местах. Но приобретение крыльев неизбежно способствовало переходу имаго к открытому образу жизни, что, в свою очередь, вынуждало их нежных личинок тоже жить открыто, под сильным воздействием неблагоприятных условий. Возникла необходимость приспособления личинок к этим условиям, которое пошло в итоге двумя путями. В одних случаях развитие стало всё более проходить под защитой яйца. Вылупление всё более запаздывало и происходило на более поздних стадиях развития, то есть осуществлялась эмбрионизация развития. Личинки вылуплялись уже приспособленными к открытому образу жизни, само же яйцо стало намного крупнее и богаче питательным желтком. В других случаях личинки перешли к ещё более скрытому образу жизни, благодаря чему у них всё более усиливались червеобразные признаки, происходила деэмбрионизация зародыша. Возник резкий разрыв между стадией личинки и имаго, который был восполнен стадией куколки. Так возник голометаморфоз.
Сторонники второй гипотезы предполагают, что полное превращение развилось из неполного. Эти представления связаны, в первую очередь, с именами итальянского учёного А. Берлезе и русского исследователя И. И. Ёжикова. По их мнению, личинки насекомых с полным превращением возникли вследствие выхода из яйца на более ранних стадиях развития. Образно говоря, истинные личинки являются свободно живущими эмбрионами. Отличие от предыдущей теории в том, что стадия куколки не является новой стадией в полном смысле слова, а соответствует совокупности нимфальных стадий насекомых с неполным превращением. Одной из причин эмбрионизации считается малое содержание желтка в яйцах насекомых с полным превращением, в результате чего личинка не успевает завершить своё развитие в яйце и вынуждена вылупляться раньше. Противоположно, яйца насекомых с неполным превращением, как более крупные, содержат больше питательного желтка. Поэтому зародыш в своём развитии достигает более поздних стадий и вылупляется уже с признаками имаго.
Существует и третья, менее распространённая гипотеза, согласно которой истинные личинки являются прямыми модификациями нимф, то есть что голометаморфоз развился из гиперморфоза. Причину такой модификации видят в дифференцировании среды обитания и образа жизни личинок и имаго.
Некоторые положения этих гипотез подкрепляют друг друга, другие являются взаимоисключающими. Всё это говорит о недостаточности современных знаний об эволюции метаморфоза.

## Функциональная роль стадий метаморфоза
Для насекомых характерно разделение функций не только в пространстве (дифференциация органов), но и во времени: в течение онтогенеза происходит не только смена функций отдельных органов, но меняются и основные функции организма как целого.
Для личиночных стадий насекомых характерна функция питания, накопления пластических и энергетических веществ, а для имаго — функция размножения. Функция расселения может выполняться как имагинальной, так и личиночными стадиями. Большинству насекомых, как несомненно прогрессивной группе, свойственно активное расселение, осуществляемое полётом. Поэтому весь облик имаго большей части крылатых насекомых — это облик расселяющейся стадии.
Иногда имагинальная стадия выполняет только функции видовой жизни — расселительную и размножения, утрачивая функцию питания. Однако выполнение функций расселения и размножения часто протекает в различные сроки; часто расселение происходит в те сроки, когда половые продукты ещё не созрели. Так, самки многих совок совершают перелёты, когда их яичники ещё не созрели. Более того, после созревания половых продуктов они отяжелевают настолько, что теряют способность даже к небольшим взлётам. Расселительную функцию иногда имеют и брачные полёты, особенно у общественных насекомых. Таким образом, у многих насекомых можно говорить о возрастном функциональном разделении стадии имаго на две «подстадии»: расселительную и репродуктивную.
Утрата имаго расселительной функции ведёт к регрессивному развитию взрослых особей. Одним из наиболее ярких примеров этого являются червецы и щитовки. Функция расселения у червецов выполняется личинками I возраста, так называемыми бродяжками. Расселение вышедших из яиц бродяжек совершается в основном пассивно, переносом ветром, иногда на очень большие расстояния. Попав в благоприятные условия на кормовые растения, подвижные шестиногие личинки переползают на них и прикрепляются в наиболее удобных для сосания местах. Дальнейшее развитие самок сопровождается впечатляющими регрессивными изменениями — редукцией, вплоть до полной утраты, ног, органов чувств (усиков, глаз), развитием пассивных органов защиты (щитков) и прогрессивным развитием репродуктивных органов (у многих щитовок к концу яйцекладки тело самки представляет собой щиток, прикрывающий яйца, количество которых может исчисляться тысячами). Утрата расселительный функции имаго также характерна для многих паразитических насекомых, к примеру, для веерокрылых.